# Ectephrina dictynna
Ectephrina dictynna là một loài bướm đêm trong họ Geometridae.